# Adcox A-100
L' Adcox A-100 est un monoplan biplace à cabine fermée dessiné et construit en 1931 par les élèves de l'Adcox Aviation Trades School de Portland, Oregon.
L'unique Adcox A-100 [NC10644] a volé en 1931 avec un moteur Salmson AD-9 de 40 ch. Il fut revendu successivement à Groat Aeronautical, Yale Air Service et le 20 août 1931 à William B Bidwell sous la désignation Cloud Buster Junior. La Bidwell-Yale Aviation Co était installée à Gardiner Airport, Portland, Oregon. Identifié dans certaines publications comme Adcox Cloud Buster ou Bidwell Cloud Buster Junior, il fut remotorisé en 1936 avec un LeBlond de 65 ch et démantelé en 1938 après avoir connu plusieurs autres propriétaires.